# Circuito de Monsanto
El Circuito de Monsanto fue un circuito de 5.440 km cerca de Lisboa, en Portugal y acogió el Gran Premio de Portugal.
El circuito en sí pasaba por distintas superficies haciéndolo complicado para los pilotos y equipos.
En el trazado se realizaron carreras entre 1954 y 1959 pero solo esta última valió para el Mundial de Fórmula 1.

## Historia de la F1 en el circuito
El Circuito de Monsanto fue un circuito de 5.440 km cerca de Lisboa, en Portugal y acogió el Gran Premio de Portugal.
El circuito en si pasaba por distintas superficies haciéndolo complicado para los pilotos y equipos. En el trazado se realizaron carreras entre 1954 y 1959 pero solo esta última valió para el Mundial de Fórmula 1. Situado en las afueras de Lisboa, y en concreto en el parque de Monsanto, este circuito tiene sólo albergó una prueba del campeonato mundial de Fórmula 1 en 1959.
Este circuito consiste en una amplia variedad de curvas, pero había grandes problemas. No sólo las líneas de tranvía en la pista que atravesaba fue difícil para la conducción, pero una vez más, la carrera estaba prevista a finales de la tarde para evitar el sol del mediodía. Lo que hizo que la ceremonia del podio se llevó a cabo la oscuridad!

## Resultados

### Fórmula 1
| Año  | Piloto        | Constructor   | Fecha        | Resultados |
| ---- | ------------- | ------------- | ------------ | ---------- |
| 1959 | Stirling Moss | Cooper-Climax | 23 de agosto | Resultados |